# Museu Grévin
El Museu Grévin (en francès: musée Grévin) és el museu de cera de París, i se situa sobre els Grands Boulevards a la part dreta del Sena. Compta amb aproximadament 500 figures ordenades en escenes, que van des de la història de França fins a la vida moderna. La seva arquitectura és barroca i inclou un mirador i un teatre.

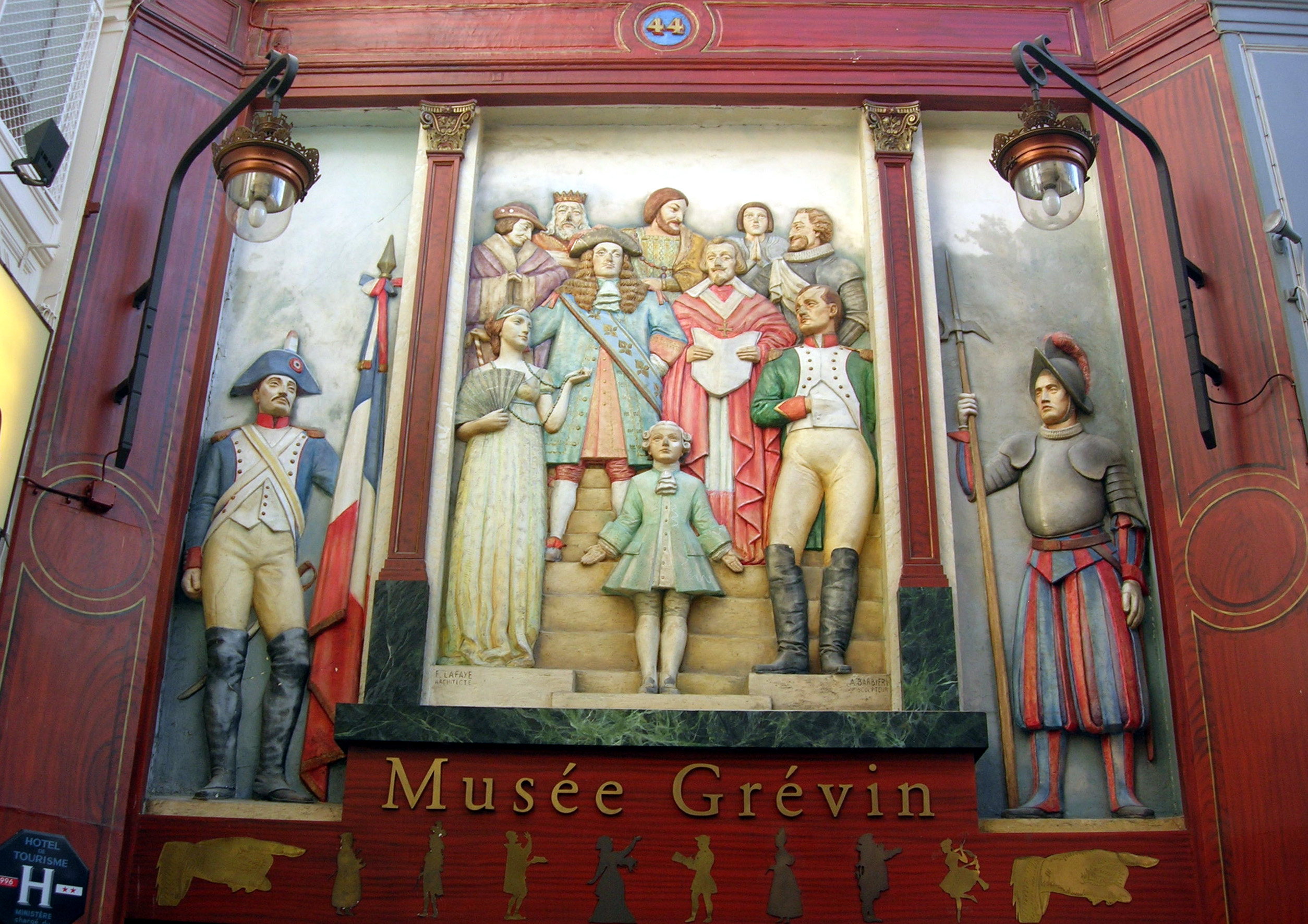
Accés al museu Grévin

## Història
El museu va ser fundat l'any 1882 per Arthur Meyer, un periodista de Le Gaulois, amb el nom del seu primer director artístic, el caricaturista Alfred Grévin. És un dels museus de cera més antics d'Europa. La seva arquitectura barroca inclou una sala de miralls i un teatre per espectacles de màgia. La sala dels miralls va ser construïda per l'Exposició Universal de 1900. Inicialment es trobava en el Palais des mirages, dissenyat per Eugène Hénard.
Léopold Bernhard Bernstamm va ser un dels escultors oficials del museu en els seus primers anys.
Louis Aragon va escriure poemes sota el nome de Le Musée Grévin (usant el pseudònim de François la Colère), publicats durant el Govern de Vichy per l'editor d'Éditions de Minuit.
Les primeres pel·lícules d'animació van ser estrenades entre 1892 i 1900, gràcies a Charles-Émile Reynaud i al seu teatre òptic.

## Curiositat
- En aquest museu es va exhibir per primera vegada una pel·lícula d'animació (vegeu Émile Reynaud per més detalls).